# 吠えるバラッド
『吠えるバラッド HOWL AND OTHER BALLADS.』（ほえるバラッド）は、泉谷しげる12枚目のオリジナル・アルバム。1988年1月21日発売。発売元はInvitation。

## 概要
前作『ELEVATOR』から4年ぶり、ポリドールからビクターに移籍して最初のアルバム。
レコーディングは吉田建、村上ポンタ秀一、仲井戸麗市、下山淳が参加。後に「LOSER」というバンド名が付けられた。
忌野清志郎や同じビクター所属の桑田佳祐（本作には「JOHN PAUL MacLENNON」名義でクレジット）がゲスト参加。歌詞カードに記載されている「CAST」には参加したミュージシャン及び担当楽器が英字で表記されている他、ビクター所属の桑田・THE ROCK BAND以外のミュージシャンに関しては当時所属していたレコード会社も別に記載されている。
2013年5月1日および2017年3月8日にタワーレコードにて再発。
前者は忌野清志郎プロデュースのレア・ミニ・アルバム『スカーピープル』をカップリング収録。
後者はボーナス・トラック3曲「野生のバラッド」（シングル・ヴァージョン）「肉弾列車に赤いバラ」「眠れない夜（ライブ）」が追加収録。

## 収録曲
- 全作詞・作曲・編曲：泉谷しげる[4]
- 収録時間：41:12[6]

1. 長い友との始まりに (4:41)
2. のけものじみて (3:18)
3. Tattoo (4:35)
4. あいまいな夜 (3:33)
5. 果てしなき欲望 (4:14)
6. 美人は頭脳から (2:02)
7. 野性のバラッド (6:10)
8. Loser (4:31)
9. 終点 (3:47)
10. あらゆる場面で (4:21)

## 参加ミュージシャン
- SHUICHI PONTA MURAKAMI：Drums[4]
- KEN YOSHIDA：Bass[4]
- REICHI NAKAIDO（RC SUCCESSION）：E.Guitar & Acoustic Guitar[4]
- JUN SHIMOYAMA（THE ROOSTERS）：E.Guitar[4]
- KOH OHTANI（DANG GANG BROS BAND）：Piano & Keyboards[4]
- HIROYASU YAGUCHI：Sax[4]
- KIYOSHIRO IMAWANO（RC SUCCESSION）：Piano＆Chorus[4]
- JOHN PAUL MacLENNON：Slide Guitar[4]
- SION , SHIGERU NAKANO（THE ROCK BAND） , KEIGO KITOH , TAME NAKAJIMA（DANG GANG BROS BAND） , Da~Sana：Chorus[4]
- Special Thanks to：KOBAN , TERAOKA（THE ROCK BAND）.[4]